# Lagynochthonius ponapensis
Espèce
Synonymes
- Tyrannochthonius ponapensis Beier, 1957

Lagynochthonius ponapensis est une espèce de pseudoscorpions de la famille des Chthoniidae.

## Distribution
Cette espèce est endémique des États fédérés de Micronésie. Elle se rencontre sur Pohnpei, sur Kosrae et aux Truk.

## Description
La femelle holotype mesure 1,1 mm et le mâle paratype 1,0 mm.

## Étymologie
Son nom d'espèce, composé de ponape et du suffixe latin -ensis, « qui vit dans, qui habite », lui a été donné en référence au lieu de sa découverte, Ponape.

## Publication originale
- Beier, 1957 : Pseudoscorpionida. Insects of Micronesia, vol. 3, p. 1-64 (texte intégral).